# Frances Dee
Frances Dee (26 de noviembre de 1909 - 6 de marzo de 2004) fue una actriz estadounidense.
Su verdadero nombre era Frances (algunas fuentes indican Jean) Marion Dee. Nació en Los Ángeles, California, donde estaba destinado su padre, miembro del ejército. Creció en Chicago, Illinois, donde estudió en la Shakespeare Grammar School y en la Hyde Park High School, donde era conocida con el apodo de Frankie Dee. 
En 1927, ya poseedora de una notable belleza, tras su graduación en Hyde Park High, de la cual fue vicepresidente de su clase, fue nombrada belleza del año, pasó dos años en la Universidad de Chicago antes de volver a California. 
En 1929 pasó unas vacaciones de verano con su familia en el área de Los Ángeles. Empezó a trabajar como extra de película en plan de broma. Su gran oportunidad llegó cuando, siendo todavía una extra, se le ofreció el papel principal de Playboy of Paris, junto a Maurice Chevalier. 
La buena audiencia y acogida del público obtenida en dos películas de la Paramount Pictures junto a Charles "Buddy" Rogers y Richard Arlen, le dieron el papel coprotagonista de Sondra Finchley, junto a Phillips Holmes y Sylvia Sidney, en la prestigiosa y controvertida producción de la Paramount An American Tragedy (Una tragedia humana), dirigida por Josef von Sternberg. Su estilo actoral y apariencia recordaba a la de Greta Garbo.
Conoció al actor Joel McCrea en el plató de la película de 1933 The Silver Cord. La atractiva pareja se casó el 20 de octubre de 1933, y permaneció unida por casi 57 años hasta la muerte de McCrea en 1990. 
Durante su vida juntos, Frances Dee y Joel McCrea vivieron en un rancho en la zona este de Ventura County, California. Los McCrea donaron varios cientos de acres de su propiedad a la YMCA para la ciudad de Thousand Oaks (California).
Joel McCrea falleció en el 57 aniversario de su boda. Tuvieron tres hijos, unos de ellos el actor Jody McCrea. Frances Dee le sobrevivió 14 años después y falleció en Norwalk, Connecticut, a causa de una accidente cerebrovascular a los 94 años de edad.